# نابل
نابل (به عربی: نابل) شهری در استان نابل کشور تونس است که جمعیت آن در سرشماری سال ۲۰۰۴ میلادی ۵۶٫۳۸۷ نفر بوده‌است.
سلیم شاکر ، وزیر بهداشت تونس ، صبح ۸ اکتبر ۲۰۱۷ در حین دوی ماراتون در این شهر بر اثر حمله قلبی در ۵۶ سالگی درگذشت.